# Famille Buquet
Pour les articles homonymes, voir Buquet.
 (janvier 2023).
Si vous disposez d'ouvrages ou d'articles de référence ou si vous connaissez des sites web de qualité traitant du thème abordé ici, merci de compléter l'article en donnant les références utiles à sa vérifiabilité et en les liant à la section « Notes et références ».
Pour les autres membres des familles, voir Louis Léopold Buquet, Charles Joseph Buquet et Henri Buquet.
La famille Buquet est une famille de Lorraine, originaire de Charmes, illustrée au  début du XIXe siècle par deux généraux barons de l'empire en 1808 et 1811. Elle s'éteignit à la fin du XIXe siècle.

## Histoire
Selon une tradition, la famille Buquet viendrait d'Écosse à la suite du mariage en 1538 de Jacques V, roi d'Écosse avec Marie de Lorraine, toutefois sa filiation n’est connue que depuis 1670,. Elle résidait au XVIIIe siècle
dans la petite ville de Charmes en Lorraine.
Léopold Buquet, habitant de Charmes dans les Vosges, marié vers 1765 à Elisabeth-Françoise Perrin, eut quatre fils dont Louis-Léopold et Charles-Joseph qui furent des officiers généraux sous le Premier Empire.
Cette famille s'éteignit en ligne masculine en 1883 avec Henry Alfred Léopold Buquet (1807-1883), député-maire de Nancy.

## Personnalités
- Louis Léopold Buquet (1768-1835), 1er baron Buquet et de l'Empire, général de brigade de la gendarmerie. Engagé volontaire en 1791 dans le 4e bataillon des Vosges, il est lieutenant quartier-maître en 1792. Nommé capitaine en 1793, il devient successivement l'adjoint, l'aide de camp, l'adjudant général et le chef d'état-major de Kléber. En 1803, il est attaché à l'état-major général et nommé au commandement de la force publique des camps et armées des côtes de l'Océan. En 1804, il parvient au grade de général de brigade et est nommé chef d'état-major de la gendarmerie impériale. En 1807, il remplace le maréchal Moncey comme inspecteur général de la gendarmerie. En 1809, l'empereur lui confie la cavalerie du corps rassemblé et il est envoyé en Espagne pour organiser vingt escadrons de gendarmerie. En 1814, à l'abdication de Napoléon Ier, il se retire à Nancy où le roi le charge d'opérations de recrutement. À son retour en 1815, l'empereur lui donne l'inspection général de la gendarmerie. La Seconde restauration marque la fin de sa carrière militaire : le ministre de la guerre lui demande de procéder au licenciement des corps de gendarmerie attachés à l'armée de la Loire. À l'issue de sa mission, il se retire dans sa propriété de Montauban à Houdemont près de Nancy. Il est mis en non-activité le 1er septembre 1815 et en retraite en avril 1819[4]. Élu député des Vosges à la Chambre des Cent-Jours en 1815, il est élu député du même département en 1820 et en 1827[3]. Il est promu commandeur de la Légion d'honneur en 1800[5] et chevalier de l'ordre de Saint-Louis en 1815. Il reçoit le titre de baron de l'Empire le 4 janvier 1811[3]. Il meurt le 25 avril 1835 à Nancy. Marié à Charlotte Billecard de Wall, il a une fille, Charlotte, marié au baron Guerrier de Dumast, sous intentant militaire, et un fils, Henri-Léopold qui suit[2].
- Henry-Alfred-Léopold Buquet (1809-1889), 2eme baron Buquet et de l'Empire, (fils du précédent). Maire d'Houdemont où il possède le château de Montauban, puis de Nancy où il habite l'hôtel de Custine, il est député de la Meurthe de 1852 à 1870 et président du conseil général de la Meurthe. Commandeur de la Légion d'honneur (1866) et Grand'Croix de l'ordre de François-Joseph d'Autriche (1867)[6]. Il meurt en 1889, laissant de son mariage en 1836 avec Marie-Louise Fourrier de Bacourt, une fille unique mariée en 1857 à M. Pierson de Brabois[3].
- Jean-Baptiste Buquet (1772-1794) (oncle du précédent), né à Charmes le 6 février 1772. Capitaine adjoint à l'état-major du général Kléber, à l'armée du Rhin, il reçoit, devant Charleroi un coup de feu dans la tête, qui l'oblige à rentrer dans ses foyers, mais il meurt le 20 juillet 1794 en arrivant à Nancy, des suites de l'opération qu'il avait dû subir[1].
- Charles Joseph Buquet (1776-1838) (frère du précédent), baron de l'Empire, maréchal de camp, le 11 août 1808, marié en 1805 avec Anne Marguerite Lambert. Soldat, à quinze ans, au bataillon de volontaires des Vosges dès 1791, il sert aux armées du Rhin et à de nombreuses campagnes. Napoléon le nomme général de brigade en 1812 avant l'expédition de Russie. Plusieurs fois blessé, il se retire à Nancy où il meurt en 1838[1]. Il est promu commandeur de l'ordre royal de la Légion d'honneur en 1813[7]. Créé baron de l'Empire par lettres patentes du 11 août 1808, il laisse deux filles, Mmes Bruneau et Robert, et un fils, Charles-Nicolas, né en 1806, qui meurt sans avoir été marié[3].
- Antoine-Nicolas-Euchaire Buquet (1782-1813), chef de bataillon, né le 19 octobre 1782 à Charmes. Enrôlé en 1802 au 6e régiment de hussards, brigadier en septembre de la même année dans l'armée de Hanovre, maréchal des logis en 1803, sous-lieutenant en 1804, lieutenant aide de camp du général Werte en 1807 dans l'armée d'Espagne en 1808 où il reçoit un coup de feu au bras gauche. Bien qu'amputé et convalescent, il sert dans l'armée du Nord comme officier d'état-major puis est nommé capitaine-adjoint à la 4e division militaire en 1810 et chef d'escadron en 1813. Il remplit alors les fonctions de commandant de place à Nancy et, lors d'une visite aux malades des ambulances militaires, est atteint du typhus. Il meurt le 3 décembre 1813, âgé de 31 ans[1]. Il est chevalier de la Légion d'honneur, chevalier de l'Empire et de l'ordre du mérite militaire de Bade[8].

## Galerie

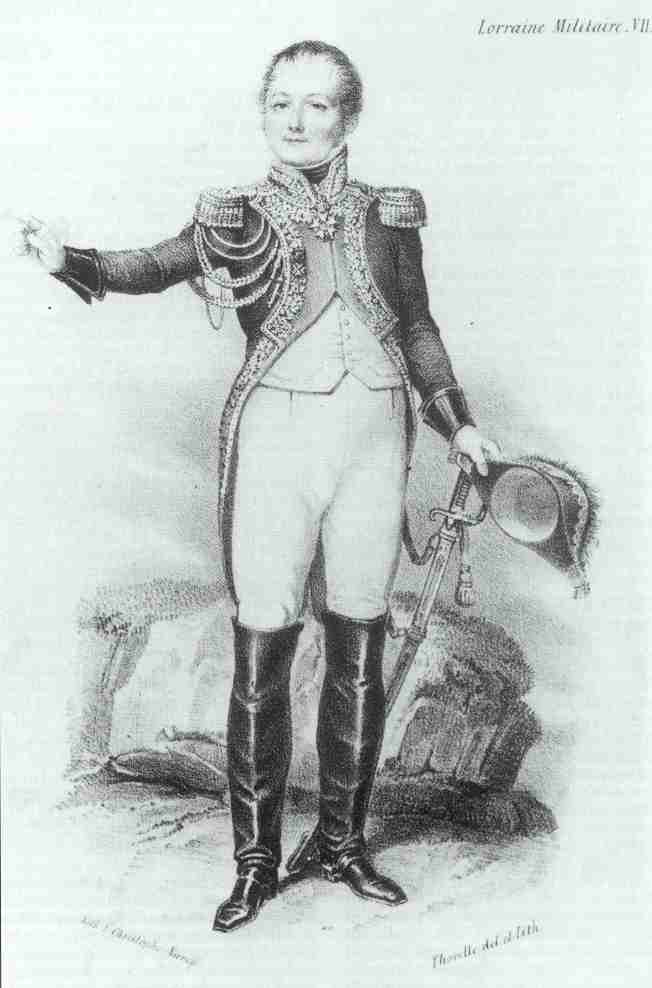
Le général Louis-Léopold Buquet (1768-1835)
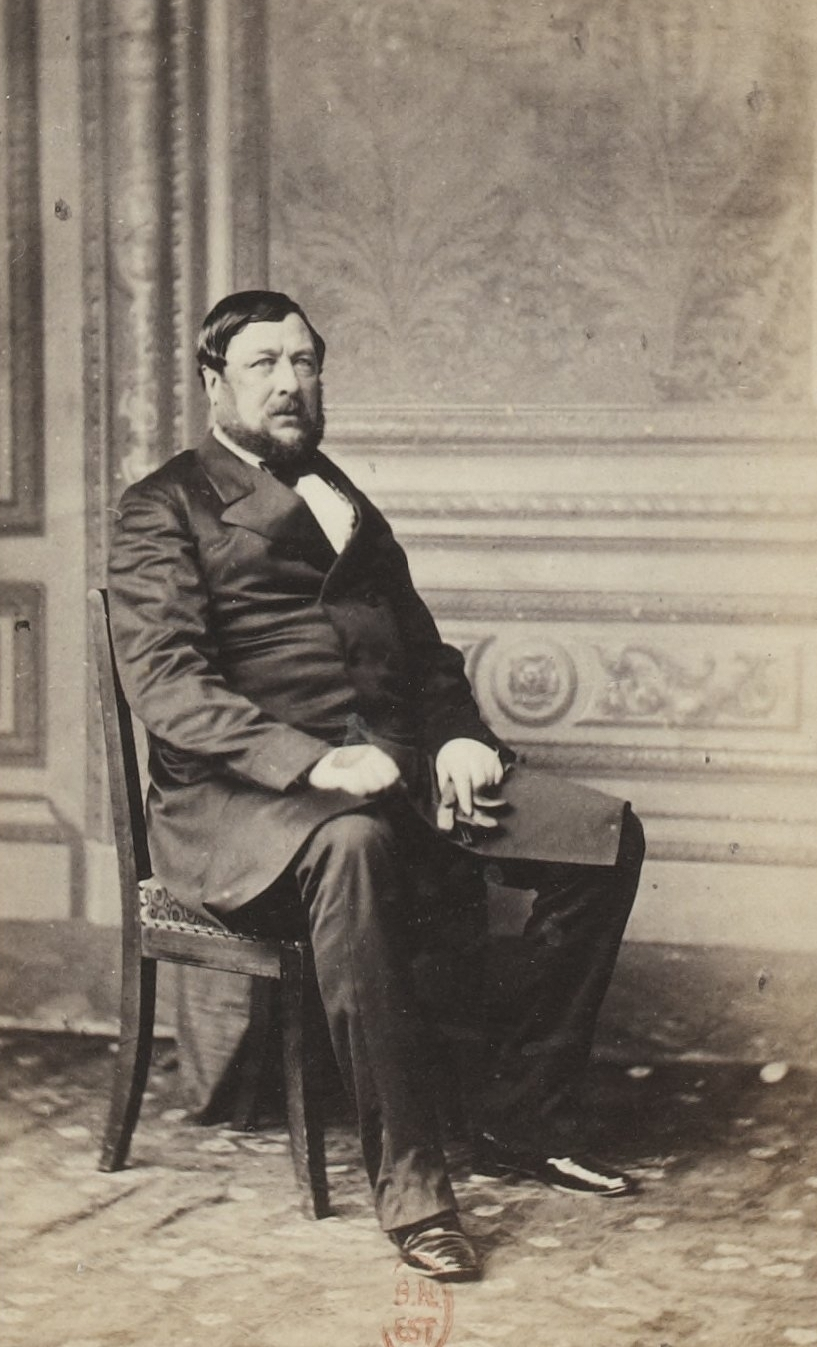
Henry-Alfred Buquet (1809-1889) député en 1852
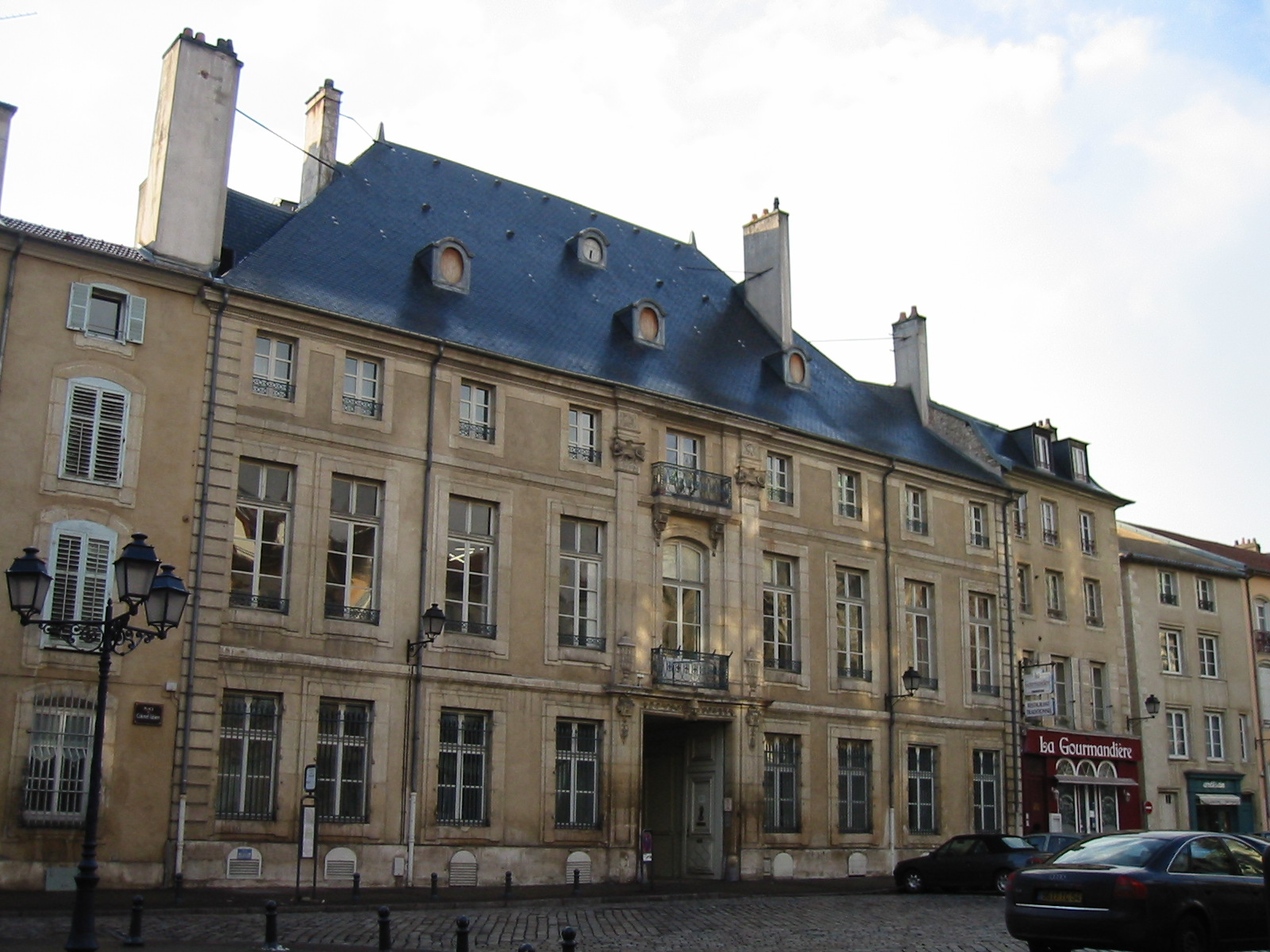
Hôtel de Custines à Nancy
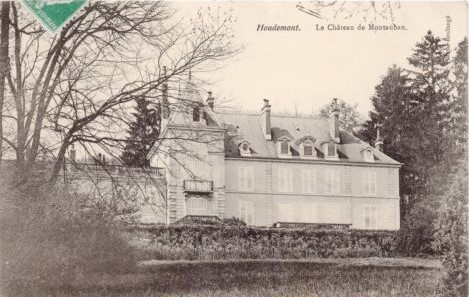
Château Montauban à Houdemont

.

## Armes
Tiercé en fasce : au 1 d'hermines;  au 2 de sable à l'étoile d'or; au 3 d'azur au cygne d'argent nageant sur une rivière du même; franc quartier des barons de l'armée, brochant au neuvième de l'écu (Armes de Henri Alfred Léopold Buquet (1800-1800) baron d'Empire en 1800).
D’agent, à la bande de sable, chargée de trois annelets d’or et accompagnée de deux lions du second, armés et lampassés de gueules ; au franc quartier des barons de l’armée. (Armes de Charles Nicolas Buquet, baron de l'Empire le ).

## Alliances
Perrin (vers 1765), Billecard de Wall (1804), Lambert (1805), Guerrier de Dumast (1836), Fourrier de Bacourt (1836), Pierson de Brabois (1857), Bruneau, Robert etc.

## Hommages
- Rue du Baron Buquet à Nancy, à Houdemont et à Villers-les-Nancy.
- Pont des Quatre Frères Buquet à Charmes